# Никола Данчов
Никола Георгиев Данчов е български писател и лексикограф. Син е на художника Георги Данчов, по прякор Зографина, и брат на Иван Данчов.

## Биография
Завършва славянска филология в Софийския университет, специализира в Петербург, Виена и Лозана. Работи като учител в София до 1926 година. Първите му публикации са още на 19-годишна възраст. Шест години по-късно театър „Сълза и смях“ поставя пиесата му „Аз искам да живея“.
Сътрудничи на списанията „Мисъл“, „Български преглед“, „Българска сбирка“, „Художник“, на вестниците „Развигор“, „Литературен глас“, „Литературен фронт“. Автор е на сбониците с разкази „Дъждовни дни“ (1901), „Когато слънцето захождаше“ (1911), „Ева“ (1923) и „Родната стряха“ (1935). Публикува множество статии за чистотата на българския език.
През 1936 годин заедно с брат си съставя и издава „Българска енциклопедия“. През 1945 година двамата съвместно публикуват „Правописен речник на българския книжовен език“, подписан под псевдонима „Братя Славянови“.